# エルフリーデ・イェリネク
エルフリーデ・イェリネク（Elfriede Jelinek, 1946年10月20日 - ）は、オーストリアの小説家、劇作家。2004年ノーベル文学賞受賞。

## 経歴
シュタイアーマルク州ミュルツツーシュラーク郡に生まれる。父はユダヤ・チェコ系の化学者で、母はルーマニア系のウィーンの富裕層出身のカトリックであった。ギムナジウム時代よりウィーン市立音楽院に通い、パイプオルガン、ピアノ、リコーダーを、のちに作曲を学ぶ。ウィーン大学で美術史と演劇学を専攻し、在学中の1967年に詩集を出版。同年大学を中退し作家活動を開始する。他方音楽学校での勉強は続けており、1971年にオルガン奏者国家試験に合格し卒業している。
イェリネクの活動は小説、劇作、エッセイ、翻訳、ラジオドラマや映画のシナリオなど多岐に渡る。1974年から1991年まで共産党に入党しており、初期にはマルクス主義の観点からの搾取批判と文明批判的な作品が多かったが、後に父権性社会や自国オーストリアの硬直した因習性社会に対する糾弾に重点を移していった。一方で過激な性描写や辛辣な自国批判などからオーストリアの保守団体からは「ポルノ作家」などとして非難に曝されることも多いが、男性による性の支配的暴力性を文体的に異化しつつ、その家父長制的欺瞞性を告発している。
1998年のゲオルク・ビュヒナー賞受賞をはじめ多数の文学賞を受賞し国際的にも評価が高く、1983年の小説作品『ピアニスト』はミヒャエル・ハネケによって映画化され2001年のカンヌ国際映画祭でグランプリに選ばれている。
2004年のノーベル文学賞受賞の際には「自分が公の人になってしまうのは残念だ」と述べ、トマス・ピンチョンや同じオーストリア出身のペーター・ハントケのほうがふさわしいのではないか、と語った。また2005年、イェリネクの作品を「不愉快なポルノグラフィ」「芸術的な構築を放棄した文章の山」としてノーベル賞の授賞に抗議し、クヌット・アーンルンド（en）がスウェーデン・アカデミーを退会している。

## 日本語訳
- 『トーテンアウベルク ― 屍かさなる緑の山野』（熊田泰章訳、1996年、三元社）
- 『ピアニスト』（中込啓子訳、2002年、鳥影社）
- 『したい気分』（中込啓子・リタ・ブリール訳、2004年、鳥影社）
- 『汝、気にすることなかれ―シューベルトの歌曲にちなむ死の小三部作』（谷川道子訳、2006年、論創社）
- 『レストハウス、あるいは女はみんなこうしたもの』（谷川道子訳、2007年、論創社）
- 『死と乙女 プリンセスたちのドラマ』（中込啓子訳、2009年、鳥影社）
- 『死者の子供たち』（中込啓子・須永恆雄・岡本和子訳、2010年、鳥影社）
- 『光のない。』（林立騎訳、2012年、白水社）
- 『光のない。三部作』（林立騎訳、2021年、白水社、白水Uブックス）

## 主要作品
小説
- 牧歌詩人（bukolit. hörroman、1979年）
- 私たちは囮だ（wir sind lockvögel baby!、1970年）
- ミヒャエル（Michael. Ein Jugendbuch für die Infantilgesellschaft、1972年）
- 愛人（Die Liebhaberinnen、1975年）
- 締め出された者（Die Ausgesperrten、1980年）
- ピアニスト（Die Klavierspielerin、1983年）
- 荒野よ、彼女を守るものよ（Oh Wildnis, oh Schutz vor ihr、1985年）
- したい気分（Lust、1989年）
- 死者の子供たち（Die Kinder der Toten、1995年）
- 情欲（Gier、2000年）
- 嫉妬（Neid (Privatroman)、 2007年）

戯曲
- ノラが夫を捨てた後なにが起こったか（Was geschah, nachdem Nora ihren Mann verlassen hatte oder Stützen der Gesellschaften、1977年）
- クララ・S'（Clara S.、1981年）
- 病あるいは現代の女性（Krankheit oder Moderne Frauen、1987年）
- ブルク劇場（Burgtheater、1985年）
- アーベントヴィント大統領（Präsident Abendwind、1987年）
- 雲。家。（Wolken.Heim、1988年）
- トーテンアウベルク（Totenauberg、1991年）
- レストハウス（Raststätte、1994年}
- 杖、竿、棒（Stecken, Stab und Stangl、1996年）
- スポーツ劇（Ein Sportstück、1998年）
- 彼でない者としての彼（er nicht als er、1998年）
- 別れの挨拶（Das Lebewohl、2000年）
- アルプスにて（In den Alpen、2002年）
- 死と乙女 プリンセスたちのドラマ（Prinzessinnendramen: Der Tod und das Mädchen 2002年）
- 作品（Das Werk、2003年）
- 王女達のドラマ（Prinzessinnendramen、2003年）
- バンビラント（Bambiland、2003年）
- バベル（Babel、2005年）
- ウルリーケ・マリア・スチュアート（Ulrike Maria Stuart、2006年）
- 獣たちについて（Über Tiere、2006年）

## 関連文献
- 中込啓子 『ジェンダーと文学 イェリネク、ヴォルフ、バッハマンのまなざし』 1996年 鳥影社
- 奥彩子・西成彦・沼野充義他 『東欧の創造力』 2016年 松籟社